# Xã Marcella, Quận Stone, Arkansas
Xã Marcella (tiếng Anh: Marcella Township) là một xã thuộc quận Stone, tiểu bang Arkansas, Hoa Kỳ. Năm 2010, dân số của xã này là 229 người.